# Forino
Forino es uno de los 119 municipios o comunas ("comune" en italiano) de la provincia de Avellino, en la región de Campania. Con cerca de 5.300 habitantes, según el censo de 2005, se extiende por una área de 20,49 km², teniendo una densidad de población de 254 hab/km². Linda con los municipios de Bracigliano, Contrada, Monteforte Irpino, Montoro Inferiore, Moschiano, y Quindici

## Demografía
| Gráfica de evolución demográfica de Forino entre 1861 y 2001 |
|                                                              |
| Fuente ISTAT - elaboración gráfica de Wikipedia              |

- Datos: Q55035
- Multimedia: Forino (Italy) / Q55035

1. ↑  Worldpostalcodes.org, código postal n.º 83020.
2. ↑  «Codici Catastali». Comuni-italiani.it (en italiano). Consultado el 29 de abril de 2017.